# Scarus rubroviolaceus
Scarus rubroviolaceus är en fiskart som beskrevs av Pieter Bleeker, 1847. Scarus rubroviolaceus ingår i släktet Scarus och familjen Scaridae. IUCN kategoriserar arten globalt som livskraftig. Inga underarter finns listade i Catalogue of Life.